# قدم (یکا)
قدم (به انگلیسی: Pace)، واحدی از طول (Length) است که به اندازه یک یا دو قدم پا معمولی انسان (بین می‌شود. ۰٫۷۵~ متر یا ۰٫۸۲~ یارد) می‌باشد. مانند دیگر واحدهای اندازه‌گیری سنتی، قدم‌ها به عنوان واحدهای غیررسمی شناخته می‌شوند.